# Listă de scriitori malieni
Aceasta este o listă de scriitori malieni.
- Ahmad Baba al Massufi (1556–1627)
- Abdoulaye Ascofaré (1949– )
- Ibrahima Aya (1967– )
- Amadou Hampâté Bâ (1900 sau 1901–1991)
- Adame Ba Konaré (1947– )
- Seydou Badian Kouyaté (1928– )
- Massa Makan Diabaté (1938–1988)
- Souéloum Diagho, poet.
- Aïda Mady Diallo
- Aly Diallo[1]
- Alpha Mandé Diarra (1954– )
- Oumou Diarra (1967– )[2]
- Doumbi Fakoly (1944– )
- Aïcha Fofana (1957–2003)[3]
- Aoua Kéita (1912–1980)
- Moussa Konaté (1951– )
- Yambo Ouologuem (1940– )
- Ibrahima Mamadou Ouane (1908– )[4]
- Bernadette Sanou Dao (1952– )
- Fanta-Taga Tembely (1946– )[5]
- Aminata Traoré (1942– )
- Falaba Issa Traoré (1930–2003)